# Bq Aquaris E6
El bq Aquaris E6 es un teléfono inteligente de gama alta desarrollado por Bq. Este pertenece a la gama Aquaris E presentada por Bq en 2014; el smartphone comparte la mayoría de especificaciones con su antecesor, el bq Aquaris E5 FHD, excepto porque dispone de una pantalla mayor.

## Características

### Diseño
Sus dimensiones son 160,3 x 83,0 x 9,0 m, con un peso de 183g. Su estructura está compuesta de una aleación de magnesio y aluminio, posee una entrada de 3,5 mm para auriculares o manos libres, cámara frontal y trasera y dual flash.

### Pantalla
El Aquairis E6 tiene un tamaño de 6 pulgadas con 350-380 nits de nivel de brillo y una resolución de Full HD 1080 x 1920 (367 ppp). Esta pantalla está formada por una tecnología IPS , capacitiva con 5 puntos de detección simultáneos y que permite visualizar el contenido en un ángulo de visión de 178º .La pantalla está protegida con un cristal protector Dragontrail.

### Especificaciones
Cuenta con un procesador MediaTek MT6592 True8Core de 8 núcleos, con una velocidad de reloj de 2.00 GHz, GPU Mali 450-MP4 hasta 700 MHz y memoria RAM de 2 GB.
Posee una memoria interna de 16 GB, con una memoria de uso final de 13 GB, que puede expandirse mediante una tarjeta microSD hasta unos 32 GB.
Conectividad
- WiFi 802.11 b/g/n
- Bluetooth 4.0
- 2G GSM (850/900/1800/1900)
- 3G HSPA+ (900/2100)
- GPS y A-GPS

Sensores
- Acelerómetro
- Sensor de brillo
- Sensor de proximidad
- Giroscopio
- Brújula eCompass

### Cámara
Es una cámara funcional y con una gran calidad de imagen. Sus especificaciones son:
- Cámara trasera:
  - 13Mpx - 18Mpx interpolados (Dual flash y autofocus)
  - Apertura de ƒ/2,2
  - Rango de enfoque 0.1 m~infinity
  - Número de lentes 5P
  - Tamaño de la lente 1/3.2"
  - Resolución del vídeo de Full HD (1080p)
- Cámara frontal:
  - 5Mpx - 8Mpx interpolados
  - Apertura de ƒ/2,4

### Batería y autonomía
El terminal cuenta con una batería de LiPo con capacidad de  4000 mAh.

### Interfaz
El dispositivo cuenta con el sistema operativo Android en su versión 4.4-KitKat, el cual cuenta con los siguientes idiomas: español, inglés, francés, portugués, alemán e italiano entre muchos otros.

### Otras funciones del sistema
- LED de notificación
- Tecnología de sonido Dolby®
- Radio FM
- Micrófono
- Double tap
- Cancelador de ruido